# Ludwik Osiński

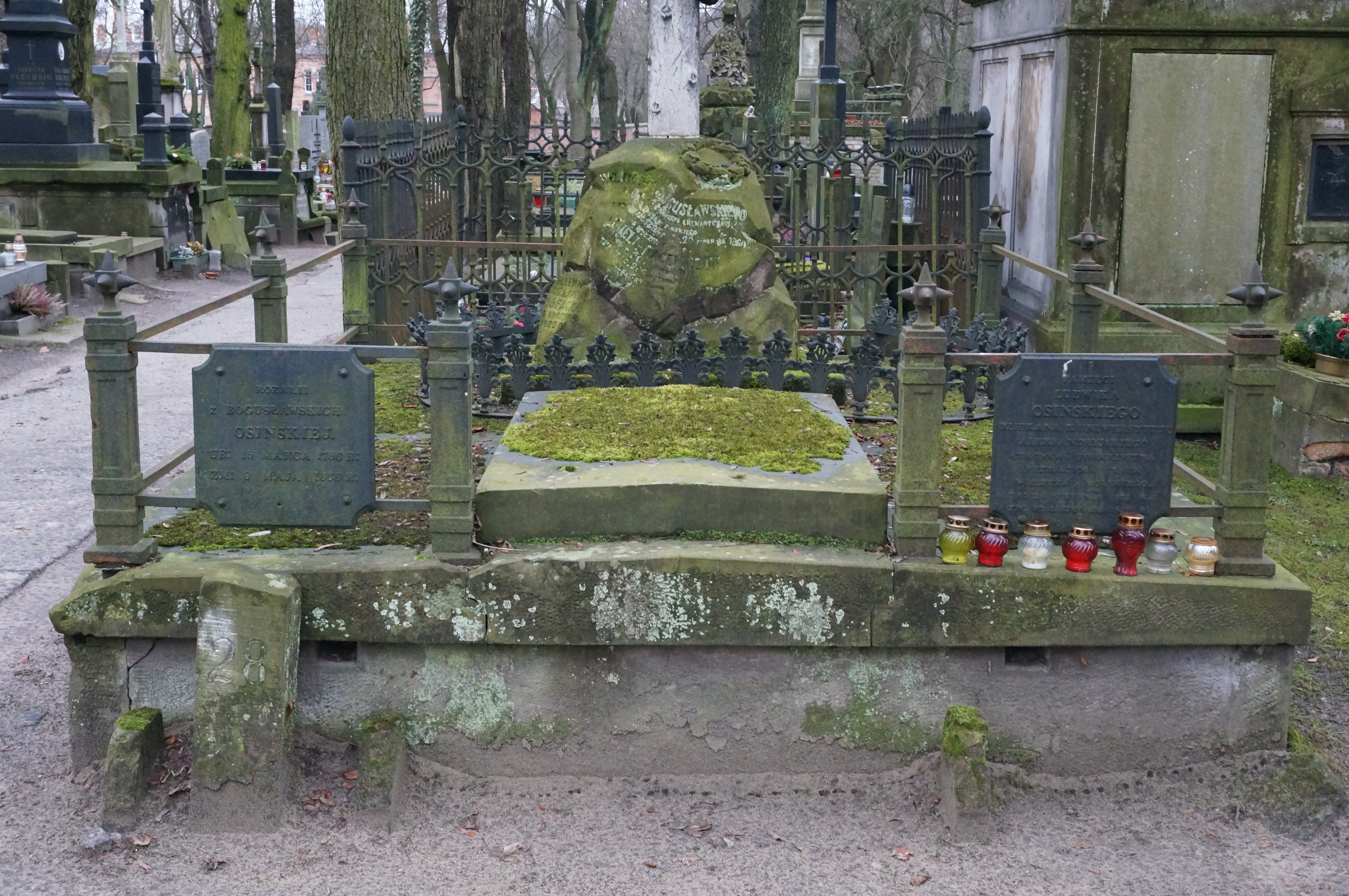
Grób Ludwika Osińskiego na cmentarzu Powązkowskim

Ludwik Osiński krypt.: O…; O. L. (ur. 24 sierpnia 1775 w Kocku, zm. 27 listopada 1838 w Warszawie) – referendarz stanu do Wydziału Spraw Wewnętrznych, Duchownych i Oświecenia Publicznego Królestwa Kongresowego w 1834 roku, polski krytyk literacki, historyk i teoretyk literatury, tłumacz, poeta, dramatopisarz i mówca. Przedstawiciel obozu klasyków, wychowanek pijarów.

## Życiorys
Urodził się na Lubelszczyźnie, jako syn Jana i Barbary z Markowskich i brat Alojzego Osińskiego. Pierwsze nauki pobierał u pijarów w Łomży (według innych mógł być to Radom). Wkrótce potem wstąpił do nowicjatu pijarów i nauczał się w ich szkołach. Po kilku latach wystąpił ze stanu zakonnego pijarów.
W roku 1794 jako uczestnik insurekcji kościuszkowskiej walczył na froncie nadnarwiańskim, służąc w milicji bielsko-podlaskiej Andrzeja Karwowskiego. Przez 7 lat (1801–1807), wraz z Konstantym Wolskim, założył oraz prowadził w Warszawie pensjonat dla młodzieży męskiej, wykładając tam język i literaturę polską. W tym okresie aktywnie uczestniczył w pracach Towarzystwa Przyjaciół Nauk. Był jego członkiem już od roku 1801, a przez 10 lat (1804–1814) piastował w nim funkcję sekretarza. W roku 1805 podróżował do Włoch i Francji w charakterze guwernera Romana Sołtyka. W okresie Księstwa Warszawskiego był urzędnikiem dyrekcji, a następnie Ministerstwa Sprawiedliwości (początkowo sekretarzem generalnym, a następnie pisarzem Sądu Kasacyjnego). Wówczas to wsławił się obroną w sprawie pułkownika Siemianowskiego. W roku 1808 poślubił Rozalię, córkę Wojciecha Bogusławskiego. W 1812 roku przystąpił do Konfederacji Generalnej Królestwa Polskiego.
Był mówcą Wielkiego Wschodu Narodowego Polski w latach 1812–1816.
Był przeciwnikiem powstania listopadowego, jednak w roku 1831 wziął w nim udział jako prezes powstańczej Rady Municypalnej w Warszawie. W latach 1804–1814 pełnił funkcję sekretarza Towarzystwa Przyjaciół Nauk. 10 lipca 1814 objął dyrekcję Teatru Narodowego w Warszawie. Funkcję tę sprawował do roku 1827 samodzielnie, a następnie do roku 1833 (lub tylko do końca roku 1830) razem z Ludwikiem Adamem Dmuszewskim. Był profesorem w Królewskim Uniwersytecie Warszawskim, gdzie wykładał literaturę.
Został pochowany na cmentarzu Powązkowskim (kwatera 28-1-1/2/3).

## Twórczość
W okresie 1809–1810 był redaktorem miesięcznika „Pamiętnik Warszawski”, z którym współpracował okazjonalnie już wcześniej (1801–1805). Przetłumaczył na język polski wiele utworów dramatycznych – Zygmunt Gloger oceniał, że jego „Horacjuszów, Alzyre, Cyda, Cynne potomni z uwielbieniem poety polskiego odczytywać będą”.

### Ważniejsze utwory
1. Zbiór zabawek wierszem cz. 1–2, Warszawa 1799; zawartość cz. 1: Utwory liryczne; cz. 2: Sielanki; tu m. in. wiersz Dziedzic i poddani oraz satyra Nabożny powierzchownie; kilka wierszy przedrukował Paweł Hertz w: Zbiór poetów polskich XIX w., księga 1, Warszawa 1959.
2. Układ edukacji w pensji nowo utworzonej pod dozorem …, Warszawa 1801 (współautor: Konstanty Wolski).
3. Wiersz o sztuce aktorskiej, ofiarowany aktorce zaczynającej, „Nowy Pamiętnik Warszawski”, t. 10 (1803), s. 121–127; wydanie następne Wydania zbiorowe, poz. 1.
4. O dobroczynności, wygłoszone na posiedzeniu Towarzystwa Przyjaciół Nauk 24 maja 1804; „Nowy Pamiętnik Warszawski”, t. 14 (1804), s. 369–374; „Gazeta Krakowska”, 1804, nr 49; fragment: „Gazeta Warszawska”, 1804, nr 43; wydania następne: Wiersz o dobroczynności, „Rocznik Towarzystwa Warszawskiego Przyjaciół Nauk”, t. 4 (1807); Wydania zbiorowe, t. 1.
5. Andromeda. Drama liryczne w 1 akcie, z muzyką Józefa Elsnera, reprezentowane pierwszy raz na Teatrze Narodowym w Warszawie dnia 14 stycznia 1807 w obecności Napoleona …, Warszawa 1808[6]; rękopis: Biblioteka Narodowa, sygn. I 6512; Ossolineum, sygn. 7850/II.
6. Oda na cześć Kopernika, wygłoszona na posiedzeniu Towarzystwa Przyjaciół Nauk 10 listopada 1808, „Gazeta Warszawska” 1808; wyd. następne: Wiersz na pochwałę Kopernika, „Rocznik Towarzystwa Warszawskiego Przyjaciół Nauk”, t. 8 (1812), cz. 1, s. 56–61; Oda o Koperniku, „Rozmaitości Warszawskie” 1830 nr 1; zobacz Wydania zbiorowe, t. 1; Wiersz na cześć Mikołaja Kopernika, Kraków 1873; przedruk: W. Borowy w: Od Kochanowskiego do Staffa. Antologia …, Lwów 1930 i wydania następne; Julian Tuwim w: Księga wierszy polskich XIX w., t. 1, Warszawa 1954, wyd. 2 Warszawa 1956; P. Hertz jak wyżej poz. 1 (tekst Ody … w Wydaniu zbiorowym różni się od tekstu pierwodruku).
7. O życiu i pismach Franciszka Dmochowskiego, czytane na posiedzeniu Towarzystwa Warszawskiego Przyjaciół Nauk 19 stycznia 1809, wyd. w: Wergiliusz: Eneida … Dzieło pośmiertne tłumaczone przez F. K. Dmochowskiego, Warszawa 1809, także „Pamiętnik Warszawski” 1809 nr 3–4; wydania następne: „Rocznik Towarzystwa Warszawskiego Przyjaciół Nauk”, t. 8 (1812), cz. 1, s. 120–143; Wydania zbiorowe, t. 4.
8. Wiersz na powrót zwycięskiego wojska do stolicy, czytany na posiedzeniu Towarzystwa Królewskiego Przyjaciół Nauk dn. 22 grudnia 1809 r., brak miejsca i roku wydania; „Pamiętnik Warszawski”, 1810, t. 1, nr 1; wydania następne: „Rocznik Towarzystwa Warszawskiego Przyjaciół Nauk”, t. 8 (1812), cz. 1, s. 123–128; Oda na powrót wojsk do stolicy, „Pszczółka Krakowska”, 1819 nr 14; przedruk: Władysław Bełza w: Ojczyzna w pieśniach poetów polskich, Lwów 1901; P. Hertz jak wyżej poz. 1.
9. Obrona pułkownika Siemianowskiego, Warszawa, brak roku wydania; „Pamiętnik Warszawski”, 1810 nr 1; wyd. następne zobacz Wydania zbiorowe, t. 4.
10. Wykład literatury porównawczej, czytanej w Uniwersytecie Warszawskim, 1818–1830; wyd. zobacz Wydania zbiorowe, t. 2–4, oparte na dziele Jean-François de La Harpe: Lycée ou Cours de littérature, 1799–1805.
11. Program kursu literatury porównawczej, napisany 1823, ogłosił J. Bieliński w: Królewski Uniwersytet Warszawski (1816–1831), t. 3, Warszawa 1912.
12. Pieśń na taniec polski ułożona, a przy otwarciu balu przez Izby Sejmowe i Radę Stanu w dniu 9 czerwca 1825 roku danego wykonana, do muzyki K. Kurpińskiego, brak miejsca wydania (1825)[7]; egzemplarz w zbiorze rękopisów Biblioteki PAN Kraków, sygn. 2061.
13. O używaniu liter j, y, i, „Rozprawy i wnioski o ortografii polskiej przez Deputacją od Królewskiego Towarzystwa Przyjaciół Nauk wyznaczoną”, Warszawa 1830; wydanie następne Wydania zbiorowe, t. 4.
14. Pierwsza reprezentacja, czyli kłopoty zakulisowe, powstałe około roku 1833; z rękopisu ogłosił E. Szwankowski: Nieznany utwór Ludwika Osińskiego, „Pamiętnik Teatralny”, 1956, zeszyt 4, s. 651–662.

Artykuły i drobne utwory Osińskiego znajdują się także w wielu czasopismach: „Astrea” (1822), „Dziennik Wileński” (tu m. in.: Wiersz w imionniku Marii Szymanowskiej zapisany, 1828, s. 48), „Gazeta Codzienna” (tu m. in.: Nauce i ludzkości poświęcony cały …, 1833, nr 549; Kiedy radość sercem włada …, 1834, nr 825), „Gazeta Krakowska” (tu m. in.: Kantata na uroczystość imienin Najjaśn. Imperatora Wszech Rosji Aleksandra I …, 1814, nr 76); Kiedy radość sercem włada …, 1834, nr 1070, „Gazeta Warszawska” (tu m. in.: Towarzystwo Warszawskie Przyjaciół Nauk …, 1808, nr 18; Krótki rys życia i zasług J. W. Albertrandiego, 1808, nr 66; recenzja teatralna w rubryce Teatr Narodowy, 1809–1810), „Dodatek do Gazety Warszawskiej” (tu m. in.: Przyjaciel do kapitana Morawskiego w dzień, gdy ten został ozdobiony Krzyżem Wojskowym, 1808, nr 2; Pieśń odjazdu, napisana dla wychodzącej z Warszawy Gwardii Cesarsko-Polskiej, 1808, nr 8; recenzja teatralna w dziale „Teatr”, 1802–1803), „Kłosy” (tu: Oda do J. U. Niemcewicza, 1881, t. 2, s. 344), „Kurier Polski” (1830–1831), „Kurier Warszawski” (tu m. in.: Do Redaktora „Kuriera Warszawskiego”, 1822, nr 138), „Nowy Pamiętnik Warszawski” (1801–1805), „Pamiętnik Warszawski” (tu m. in.: Wiadomość o życiu i pismach Cypriana Godebskiego, 1809, nr 4; Poezja, 1809, nr 6; Język polski, 1809. nr 6–7; «Eneida» Wergiliusza. Dzieło pośmiertne przez F. K. Dmochowskiego – rec. 1809, nr 8–9; Teatr Narodowy, 1809, nr 2, 10; 1810, nr 2–4; Niektóre anegdoty o teatrach, 1809 nr 4; Katon. Tragedia w 5 aktach – rec. 1809 nr 6; Raj utracony – rec. 1809, nr 6; O życiu Ignacego Potockiego, 1809, nr 6), „Pszczółka Krakowska” (1819), „Rozmaitości Warszawskie” (tu m. in.: O pierwiastkowej dramatyce w Polszcze, 1821, nr 22, 52–54), „Sybilla Nadwiślańska” (tu m. in.: O pierwiastkowej dramatyce w Polszcze, 1821, nr 1, 3), „Świat Dramatyczny” (1838 nr 6), „Tygodnik Polski i Zagraniczny”, „Warszawianin” (tu m. in.: Ubogi do księżnej Czartoryskiej, 1822, nr 12; Wiersz do JPanny Józefy Truskolaskiej przy oddaniu jej roli Xymeny w tragedii «Cyd», 1822, nr 14; Do L.C. na imieniny, 1822 nr 31).
Ponadto drobne wiersze, mowy i krytyki literackie Osińskiego wydano w Wydaniach zbiorowych. Stąd też kilka wierszy przedrukował P. Hertz, jak wyżej poz. 1.

### Przekłady
1. Voltaire: Alzyra, czyli Amerykanie. Tragedia w 5 aktach wierszem, wystawiona: Warszawa 14 grudnia 1800; fragmenty (akt I scena 1, akt V sceny 6–7), „Nowy Pamiętnik Warszawski”, t. 1 (1801), s. 92–95; przekład całości poprawiono w roku 1803 Wydania zbiorowe, t. 1; rękopis: Biblioteka Narodowa, sygn. III 6153.
2. William Shakespeare: Otello, czyli Murzyn w Wenecji. Tragedia w 5 aktach, wystawiony: Warszawa 1801, niewydane (według przeróbki J.-F. Ducisa).
3. Pierre Corneille: Cyd. Tragedia w 5 aktach wierszem, wystawiona: Warszawa 10 maja 1801, fragmenty: akt I sceny 6–7, akt II scena 2, „Nowy Pamiętnik Warszawski”, t. 2 (1801), s. 208–218; akt II scena 7, akt III scena 3, „Tygodnik Polski i Zagraniczny”, 1818 t. 1, s. 60; całość Wydania zbiorowe, t. 1; wydania następne: Lwów (1885); Brody 1907 „Arcydzieła Polskich i Obcych Pisarzy” nr 54; Warszawa 1954 (razem z przekładem J. A. Morsztyna i S. Wyspiańskiego); rękopis: Biblioteka Narodowa, sygn. III 6153; rękopisy z Biblioteki Zamoyskich zniszczone; odpis w Bibliotece PAN Kraków, sygn. 1287.
4. Pierre-Laurent Buirette de Belloy: Gabryella de Vergy. Tragedia w 5 aktach prozą, wystawiona: Warszawa 1802, wyd. zobacz Wydania zbiorowe, t. 1; rękopisy: Biblioteka Zamoyskich, sygn. 1035 i Biblioteka Teatrów Warszawskich nr 547; zniszczone.
5. Pierre Corneille: Horacjusze. Tragedia w 4 aktach wierszem, wystawiona: Warszawa 28 kwietnia 1802 (przedstawienie amatorskie); 5 grudnia 1802 (w Teatrze Narodowym); fragmenty: akt II scena 3, akt III scena 4, Przekleństwo Kamilli z aktu IV, „Dodatek do Gazety Warszawskiej”, 1802 nr 35; akt I scena 1, akt II sceny 1 i 3, akt III scena 4, „Nowy Pamiętnik Warszawski”. t. 7 (1802) s. 346–348, 350–354, 356–358; całość wydana: Warszawa 1802; wydania następne: Wydania zbiorowe, t. 1; Lwów (1885); rękopisy: Biblioteka Narodowa, sygn. III 6153 (z poprawkami autora); Ossolineum, sygn. 11343/I i 11375/I.
6. Marie-Joseph Chénier: Fénelon, czyli zakonnice w Kambré. Tragedia w 5 aktach wierszem, wystawiony: Warszawa 4 grudnia 1803, wydanie Wydania zbiorowe, t. 1; rękopisy: Biblioteka Narodowa (BOZ, sygn. 972); Ossolineum, sygn. 12493/I; utwór ten tłumaczył także J. Czyżowski (wystawiony: Warszawa 7 stycznia 1803, wyd. Warszawa 1803).
7. William Shakespeare: Król Lear. Tragedia w 5 aktach, powstały 1803, wystawiony: Warszawa 5 kwietnia 1805, niewydany (według przeróbki J.F. Ducisa, który korzystał z kolei z przekł. francuskiego P. A. La Place’a).
8. Pietro Chiari: Wieśniaczka dowcipna, czyli markiz Tulipano. Opera w 2 aktach, wystawiona: Warszawa 17 lutego 1804 (muzyka: J. Paisiello), fragment w zbiorze: Śpiewy i arie teatralne i światowe z różnych oper, t. 1, Warszawa 1816, s. 50.
9. Żony przemienione, czyli szewc. Opera komiczna w 1 akcie, fragment (duet) wystawiony: Warszawa 20 kwietnia 1804; całość wystawiona 13 kwietnia 1810 (muzyka: Marcos António Portogallo); fragmenty ogłoszone: Ludwik Adam Dmuszewski, Alojzy Żółkowski w: Dykcjonarzyk teatralny z dodatkiem pieśni z najnowszych oper, Poznań 1808, s. 71–72.
10. Owidiusz: Kłótnia Ajaksa i Ulissesa o broń Achillesową, wygłoszone na posiedzeniu Towarzystwa Warszawskiego Przyjaciół Nauk 1804; fragmenty: „Gazeta Warszawska”, 1804 nr 94; „Gazeta Krakowska”, 1804 nr 98–99; całość wydana: „Nowy Pamiętnik Warszawski”, t. 16 (1804), s. 350–362; wydania następne: „Rocznik Towarzystwa Warszawskiego Przyjaciół Nauk”, t. 4 (1807), s. 201–215; Wydania zbiorowe, t. 1 (pt. Mowa Ajaksa i Ulissesa o zbroję Achillesa); fragment Metamorfoz.
11. Pigault-Lebrun: Rywale samych siebie. Komedia w 1 akcie, wystawiona: Warszawa 28 kwietnia 1805, niewydana.
12. Jean Nicolas Bouilly: Intryga w oknach. Opera w 1 akcie, wystawiona: Warszawa 1 marca 1807 (muzyka: N. Isouard); fragment ogłoszony: L. A. Dmuszewski, A. F. Żółkowski jak wyżej poz. 9, s. 67–69.
13. Pierre Corneille: Cynna, czyli łaskawość Augusta. Tragedia w 5 aktach wierszem, wystawiona Warszawa 8 kwietnia 1808, fragm. (akt II scena 1), „Pamiętnik Warszawski”, 1809 t. 2, s. 1–12; całość wydana zobacz Wydania zbiorowe, t. 1; wyd. osobne Lwów (1885); rękopis: Biblioteka Narodowa, sygn. III 6153; rękopis Biblioteki Zamoyskich, sygn. 778; zniszczony.
14. Jean-Baptiste Treilhard, Louis-Joseph Faure: Powody kodeksu przestępstw i kar, Warszawa 1811, druk nieukończony, odbito tylko kilka arkuszy.
15. Jean-Baptiste Treilhard, Louis-Joseph Faure: Powody do kodeksu postępowania francuskiego. Z francuskiego tłumaczył …, Warszawa (1811?), wzmianka u Estreihera III, 1876.
16. Horacjusze i Kuracjusze. Opera heroiczna w 3 aktach, tłumaczona wierszem, wystawiona Warszawa 22 października 1812, niewydana; treść zaczerpnięta z tragedii Corneille’a: Horacjusze (porównaj poz. 5).
17. Pan Wilhelm. Komedia z francuskiego, wystawiona Warszawa 29 października 1814, niewydana.
18. Pierre Beaumarchais: Wesele Figara, wystawione: Warszawa 1814, niewydane.
19. Molière: Skąpiec. Komedia w 5 aktach, wystawiona: (prawdopodobnie) 11 listopada 1815, niewydana.
20. Dziadek, czyli dwa wieki. Opera z francuskiego, wystawiona: Warszawa 13 października 1816, niewydana.
21. Jean Baptiste Racine: Ifigenia, fragm. (akt IV scena 6), „Pamiętnik Warszawski”, t. 17 (1820), s. 245–249.
22. Friedrich Schiller: Prolog z Dziewicy Orleańskiej, „Pamiętnik Warszawski”, t. 18 (1820), s. 213–226.
23. Horacy: Pieśni; pieśń 30 z księgi III, „Astrea” 1822, t. 2, s. 229; pieśń 22 z księgi I oraz pieśń 14 z księgi II Wydania zbiorowe, t. 3.
24. Charles-Guillaume Étienne: Janek i Stefanek. Komedioopera z francuskiego. Z muzyką Nicolas Isouard pod pseudonimem J. Nicolò, wystawiona: Warszawa 1822; rękopis w posiadaniu rodziny zaginął (także przekład Wojciech Bogusławski, wystawiony: Warszawa 11 grudnia 1817).
25. Turek we Włoszech. Opera z muzyką Gioacchino Rossiniego, wystawiona: Warszawa 14 marca 1824, rękopis jak wyżej.
26. Sroka złodziej. Opera z muzyką G. Rossiniego, wystawiona: Warszawa 22 lutego 1825, rękopis jak wyżej poz. 24.
27. Paul Lhérie (ps. „Brunswick”), H. Barthélemy: Spis wojskowy. Komedia w 1 akcie, niewydana.
28. Felice Romani: Napój miłosny. Opera w 2 aktach z muzyką Gaetana Donizettiego, niewydana.

### Wydania zbiorowe
1. Dzieła t. 1–4, wydał Franciszek Salezy Dmochowski, Warszawa 1861–1862 (wyd. niezupełne i niekrytyczne, nakładem wdowy); zawartość t. 1: Przekłady poz. 1, 3–6, 10, 13; Ważniejsze utwory poz. 3–4, 6; Poezje oryginalne i tłumaczone; wiersz: Do F. Morawskiego, i błędnie przypisywany Osińskiemu wiersz J. U. Niemcewicza: Ostatni człowiek; Wiersze ulotne; – t. 2: Ważniejsze utwory poz. 10: Wstęp do wykładu literatury porównawczej; Epopeja; Poezja heroikomiczna; Poezja dramatyczna; – t. 3: Ważniejsze utwory poz. 10, c.d.: Poezja dramatyczna; Poezja liryczna; Poezja dydaktyczna; Poezja pasterska; Satyra; Listy; Bajki – t. 4: Ważniejsze utwory poz. 10, c. d.: Wymowa – Mowy pochwalne i obrony sądowe: Mowa na uczczenie pamiątki ks. Józefa Poniatowskiego; Przemowa na pogrzebie F. K. Łozińskiego; Ważniejsze utwory poz. 7, 9, 13; Obrona kpt. Bogdanowicza i Budziszewskiego; Obrona por. Sobolewskiego i Turowskiego; Krytyki i sprawozdania literackie.

### Listy
1. Do S.B. Lindego(?) z roku 1805, rękopis: Biblioteka Narodowa, sygn. 7112.
2. Do H. Rzewuskiego z roku 1809, rękopis: Ossolineum, sygn. 5997/II.
3. Do F. Wężyka 2 listy z lat 1816–1817, rękopis: Ossolineum, sygn. 12319/III; list z 3 stycznia 1817 ogłosił: Z. Goliński: Papiery Franciszka Wężyka w rękopisach Ossolińskich, „Ze skarbca kultury” 1953 zeszyt 1.
4. Do B. Kudlicza z 9 sierpnia 1817 i J. Elsnera z 14 lipca 1821; od A. Felińskiego z 8/20 sierpnia 1814 i 24 marca 1817; ogłosił E. Szwankowski: Z korespondencji L. Osińskiego, „Pamiętnik Teatralny” 1962, zeszyt 1 (porównaj poz. 15).
5. Do S.K. Potockiego z 14 kwietnia 1818 i do W. Szweykowskiego z 18 września 1818, 1 i 24 września 1821; ogłosił J. Bieliński: Królewski Uniwersytet Warszawski, t. 3, Warszawa 1912, s. 467 i następne (porównaj poz. 17).
6. Do Komisji Wyznań i Oświaty z roku 1818, do S. Staszica z roku 1821; ogłosił T. Wierzbowski w: Materiały do dziejów piśmiennictwa polskiego, t. 2, Warszawa 1904.
7. Do brata, Alojzego Osińskiego, 4 listy z lat 1818–1819, ogłosił S. Vrtel-Wierczyński): Korespondencja ks. Alojzego Osińskiego, „Pamiętnik Literacki”, rocznik 10 (1911) i odb.
8. Do nieznanego adresata i odpowiedź K. Brodzińskiemu, rękopis: Biblioteka Narodowa, sygn. 2674 (porównaj poz. 20).
9. Do administratora gmachu teatralnego 3 listy z lat 1821–1827, ogłosiła K. Wierzbicka w: Źródła do historii teatru warszawskiego cz. 2, Wrocław 1955 (tu także szereg dokumentów dotyczących działalności teatralnej Osińskiego).
10. Do K. Koźmiana 7 listów z lat 1831–1832 i bez daty, rękopis: Biblioteka PAN Kraków, sygn. 2031 t. 1, 3; list z 18 października 1832 ogłosił Z. T. Jabłoński: Listy o Adamie Mickiewiczu, „Rocznik Biblioteczny PAN w Krakowie” rocznik 1, 1955 (Wrocław 1957).
11. Do J. Lelewela, rękopis: Biblioteka Jagiellońska, sygn. 4435.
12. Od J. Albertrandiego z roku 1804, rękopis: Biblioteka Jagiellońska, sygn. 6233 III.
13. Od K. Wolskiego z roku 1809, ogłosił A. Kraushar: Towarzystwo Warszawskie Przyjaciół Nauk, t. 3, Kraków 1902, s. 231.
14. Od H. Kołłątaja bez daty (brulion), rękopis: Biblioteka PAN Kraków, sygn. 1054.
15. Od A. Felińskiego z roku 1814, ogłosił E. Iwanowski (Heleniusz): Wspomnienia lat minionych, t. 1, Kraków 1876, s. 170 (porównaj poz. 4).
16. Od W. Bogusławskiego 3 listy z lat: 1815 (2 z Poznania), 1823 (1 z Kalisza); streszczenie i fragmenty ogłosił S. Dąbrowski, „Echo Kaliskie Ilustrowane” 1936 nr 308–310; przedruk S. Kaszyński: Dzieje sceny kaliskiej, Łódź 1962 (aneks).
17. Od S. K. Potockiego 2 listy z roku 1818, od W. Szweykowskiego z roku 1821, od S. Grabowskiego z roku 1821, od Komisji Rządowej z 13 listopada 1821 (nominacja na profesora zwyczajnego); ogłosił J. Bieliński jak wyżej poz. 5.
18. Od J.U. Niemcewicza z roku 1822, rękopis: Biblioteka Jagiellońska, sygn. 6233 III.
19. Od W. Bogusławskiego 2 listy i fragmenty – z roku 1823, z Płocka i Poznania; ogłosił S. Dąbrowski: Z dziejów teatru płockiego, „Życie Mazowsza”, 1935 nr 12; fragm. listu z Poznania przedruk „Echo Kaliskie” 1936 nr 308–310.
20. Od K. Brodzińskiego z 29 lipca 1823 i 13 stycznia 1831, z rękopisów: Biblioteka Narodowa, sygn. 2674; Biblioteka Jagiellońska, sygn. 6233, ogłosił J. Korpała w zbiorze: Miscellanea literackie z lat 1800–1850, Wrocław 1963 „Archiwum Literackie” nr 7 (porównaj poz. 8).